# Oeneis rudolphi
Oeneis rudolphi är en fjärilsart som beskrevs av Felix Bryk 1930. Oeneis rudolphi ingår i släktet Oeneis och familjen praktfjärilar. Inga underarter finns listade i Catalogue of Life.